# Monomorium talpa
Monomorium talpa är en myrart som beskrevs av Carlo Emery 1911. Monomorium talpa ingår i släktet Monomorium och familjen myror. Inga underarter finns listade i Catalogue of Life.